# Leiodytes demoulini
Leiodytes demoulini är en skalbaggsart som först beskrevs av Guignot 1955.  Leiodytes demoulini ingår i släktet Leiodytes och familjen dykare.

## Underarter
Arten delas in i följande underarter:
- L. d. demoulini
- L. d. congoanus